# Anarchie et Christianisme
Anarchie et Christianisme est un livre écrit en 1987 par Jacques Ellul, première édition : Atelier de création libertaire, 1988. Dans cet ouvrage, l'auteur considère la Bible comme un livre libertaire.

## L'auteur
Jacques Ellul est politologue, sociologue, théologien protestant. Il est considéré, avec Ivan Illich, comme l’un des pères de l’écologie politique. Chrétien par conversion, il se dit également, en tant que pacifiste, antinationaliste, opposé à l’État, très proche de l’anarchisme. 

## Le propos
Dès les premières lignes, Ellul précise sa démarche : 
« Quel peut être mon objectif en écrivant ces pages ? Je crois qu’il est très important de bien situer le projet pour éviter tout malentendu ! Tout d’abord, qu’il soit bien clair que je n’ai aucune intention prosélytique ! Je ne cherche nullement à "convertir" des anarchistes à la foi chrétienne ! Ceci n’est pas une simple attitude d’honnêteté, mais se trouve également fondé bibliquement... Réciproquement, je ne cherche nullement à dire aux chrétiens qu’ils doivent devenir anarchistes ! Mais seulement que, parmi les options "politiques", s’ils tiennent à s’engager dans une voie politique, ils ne doivent pas écarter d’avance l’anarchisme, mais que, bien au contraire, à mes yeux celui-ci me paraît la conviction la plus proche, dans son domaine, de la pensée biblique.. »
Il établit une « relation dialectique » entre les deux écoles de pensée. Il ne cherche pas à « concilier à tout prix » anarchie et christianisme. Il cherche à dissiper un « immense malentendu, dont la faute [reviendrait] au christianisme ». 
Selon lui,
- le conformisme, le conservatisme social et politique des Églises ;
- le faste, la hiérarchie, le système juridique des Églises ;
- la « morale » chrétienne ;
- le christianisme autoritaire et officiel des dignitaires des Églises …

Tout cela, que l’on voit, c’est le caractère « sociologique et institutionnel » de l’Église, […] ce n’est pas l’Église. Ce n’est pas la foi chrétienne. Et les anarchistes avaient raison de rejeter ce christianisme. Car pour Jacques Ellul, le christianisme, envisagé dans son rapport à la politique, dispose à l’insoumission, à la dissidence, à la récusation même de tout pouvoir, de toute hiérarchie (préface).
Jacques Ellul s'appuie sur les tentations du Christ au désert pour dénoncer la prise du pouvoir temporelle par l'église, qui aurait selon lui dû le refuser. Cette analyse est semblable à celle de Dostoïevski dans Le Grand Inquisiteur, un passage des Frères Karamazov.
Peut-être n’est-ce pas le discours tenu dans les Églises, mais l’auteur prétend ne pas être le premier : Il y a toujours eu un « anarchisme chrétien », écrit-il. Il cite ainsi les Anabaptistes, qui [récuseraient] la puissance des autorités, le pasteur et théologien Blumhardt, qui formulerait un christianisme strictement anarchiste, Kierkegaard, le père de l’existentialisme, Murray Bookchin, qui reconnaît l’origine chrétienne de sa pensée; Henri Barbusse a également écrit un livre présentant un Jésus socialiste et anarchiste. Jacques Ellul nous envoie alors vers les études de Vernard Eller (Christian Anarchy). 

	L’auteur propose donc d’étudier les fondements bibliques de la conjonction entre christianisme et anarchie, ainsi que l’attitude des chrétiens des trois premiers siècles. 
Le livre se termine sur le témoignage d’un prêtre catholique anarchiste. Comment peut-il dire : « Ni Dieu ni maître » et « Je crois en Dieu le père tout puissant », ces deux convictions me tiennent à cœur ? Plus tard, il ajoute : Finalement, affirmer ou nier l’existence de Dieu est sans intérêt, ce qui compte c’est d’avoir le goût et la joie que donne la vie.

## Table des matières
Introduction 

Chapitre Ier : L’anarchie du point de vue d’un chrétien 

I Quelle anarchie ? 

II Les griefs de l’anarchie contre le christianisme 

Chapitre II : La Bible, source d’anarchie 

I La Bible hébraïque 

II Jésus 

III L’Apocalypse 

IV Une incidence : l’épître de Paul 

V Paul 

Annexes 

L’interprétation de Romains XIII,1-2 par K. Barth et A. Maillot 

Les objecteurs de conscience 

Témoignage : être prêtre catholique et anarchiste 

Conclusion

## Rééditions
- Éditions de la Table ronde, Collection La petite vermillon, 160 pages, septembre 2004,  (ISBN 978-2710308805).

## Traductions
- En anglais : Anarchy and Christianity, traduction : Geoffrey W. Bromiley. Grand Rapids, Eerdmans, 1991; réédition : Wipf & Stock, 2011
- En italien : Anarchia e cristianesimo, traduction: Liliana Ribet, Milan, Elèuthera, 1993
- En coréen : 무정부와 기독교 (Mujeongbuwa gidokgyo), traduction : Park Geon Taek, Séoul, Solomon, 1994 (traduit de l'anglais : Anarchy and Christianity)
- En espagnol : Anarquía y cristianismo, traduction : Javier Sicilia, Mexico D.F., Jus, 2005
- En grec : Αναρχία και χριστιανισμός, traduction : Basil Tomanas, Athènes, Νissides, 2009